# ГЕС Франсіс Г. Клерг
ГЕС Франсіс Г. Клерг (Francis H. Clergue) – гідроелектростанція у канадській провінції Онтаріо. Використовує ресурсу із річки Сент-Меріс, яка сполучає два озера із групи Великих – Верхнє та Гурон.
Біля міста Су-Сент-Марі річка складається з цілого ряду природних та штучних проток, перекритих гідротехнічними спорудами – шлюзами та гідроелектростанціями. У центральній протоці зведена гребля довжиною 0,3 км з шістнадцяти водопропускних шлюзів, котра спрямовує ресурс до каналів та ГЕС, а за необхідності скидає надлишок через природну порожисту ділянку русла.
Станція ГЕС Francis H. Clergue розташована у найпівнічнішій протоці біля лівого берега. Через 1,5 км від початку вона перекрита русловим машинним залом, спорудженим в 1981 році на заміну попередньої ГЕС Sault, котра діяла з 1916-го. Машинний зал обладнаний трьома бульбовими турбінами загальною потужністю 52 МВт, які при напорі у 5,9 метра забезпечують виробництво 385 млн кВт-год електроенергії на рік (тобто майже постійно працюють з повним навантаженням).
Видача продукції відбувається по ЛЕП, розрахованій на роботу під напругою 115 кВ.
Управілння роботою гідроагрегатів здійснюється дистанційно з диспетчерського центру в Су-Сент-Марі.
Можливо також відзначити, що біля протилежного берегу, котрий належить США, розташовані три гідрогенеруючі об’єкти, напіотужнішим серед яких є ГЕС Saint Marys Falls (вона ж ГЕС Edison Sault) з показником 18 МВт.